# Assassin's Creed
 Denne artikel bør gennemlæses af en person med fagkendskab for at sikre den faglige korrekthed.

Assassin's Creed er et videospil udviklet af Ubisoft Montreal Studios. Spillet blev lanceret verden over i november måned 2007 til Xbox 360 og PlayStation 3, og udgivet til pc i begyndelsen af 2008.

## Handling
Assassin's Creed er et tredjepersons action/adventure-spil, hvor man styrer en snigmorder ved navn "Altaïr Ibn-La'Ahad" (الطائر på arabisk; Altaïr (betyder "Den flyvende, Søn af Ingen") som styres rundt i fire arabiske byer, Masyaf, Damaskus, Acre og Jerusalem, under Tempelridderordenens 3. korstog i 1191. Hovedpersonen Altaïr er medlem af "Broderskabet" omtalt som "The Creed" i spillet. Broderskabet er baseret på den dygtige historiske snigmordergruppe Assasinerne. Broderskabet har som mål at stoppe Tempelridderordenens forsøg på at erobre "Det Hellige Land" (landet, spillet foregår i) og at stoppe dem fra at få fat på et magtfuldt artefakt (Apple of Eden) fra den første civilisation (en meget mere avanceret tid) samt at udrydde Broderskabet. Altaïr bryder visse regler i Broderskabet, og må derfor udføre missioner for at genvinde sin rang og sine våben i Broderskabet. Al-Mualim (betyder "Læreren" på arabisk) giver Altaïr informationer om ni personer, der skal myrdes. Det er ni personer, der på deres vis udnytter deres penge og magt i de tre byer. For at kunne myrde hver person må Altaïr først få overblik over byen fra visse udsigtsposter, for derefter at kunne opsnuse information om sit mål. Informationen indsamler han gennem metoder som at smuglytte, stjæle på lommetyvs-manér, forfølge og derefter torturere personer indtil de kommer med information, eller ved at få information fra en informant i bytte for at klare andre opgaver.
Spillet er i den særlige Free Roam stil, hvor hovedpersonen kan bevæge sig frit i byerne som det passer ham. Han kan kravle op på stort set alle bygninger, som er meget inspirerede af historiske kilder ifølge udviklerne. Alt hvad man kan se, som stikker frem mere end 2 tommer (ca. 4 cm), kan anvendes på en eller anden måde, til at klatre, holde fast i eller gå på. Altaïr har, ligesom de andre snigmordere i Broderskabet, fået skåret venstre ringefinger af for at gøre plads til en særlig daggert (kaldet "Hidden Blade"), der springer frem ved at sætte en ring- på lillefingeren. Dette våben er ideelt til at dræbe en fjende, uden at nogen opdager noget. Han har også et sværd, en traditionel arabisk kniv, samt kasteknive (det eneste afstandsvåben).

## Udvikling
Spillet blev første gang vist frem til E3 i 2006 og har helt op til udgivelsen haft megen mediedækning. Spillets producer er Jade Raymond.